# Tour de Pologne 2006/Lista startowa
Lista zawodników startujących w Tour de Pologne 2006.
| T-Mobile Team - TMO - Niemcy |
| --- |
| 1. Kim Kirchen ( Luksemburg) 2. Linus Gerdemann ( Niemcy) 3. Serhij Honczar ( Ukraina) 4. Siergiej Iwanow ( Rosja) 5. Eric Baumann ( Niemcy) 6. František Raboň ( Czechy) 7. Eddy Mazzoleni ( Włochy) 8. Steffen Wesemann ( Niemcy) |

| Team CSC - CSC - Dania |
| --- |
| 11. Allan Johansen ( Dania) 12. Andrea Peron ( Włochy) 13. Brian Vandborg ( Dania) 14. Christian Müller ( Niemcy) 15. Fränk Schleck ( Francja) 16. Jens Voigt ( Niemcy) 17. Lars Michaelsen ( Dania) 18. Peter Luttenberger ( Austria) |

| Phonak Hearing Systems - PHO - Szwajcaria |
| --- |
| 21. Martin Elmiger ( Szwajcaria) 22. Bert Grabsch ( Niemcy) 23. Robert Hunter ( Południowa Afryka) 24. Jonathan McCarthy ( Stany Zjednoczone) 25. Alexandre Moos ( Szwajcaria) 26. Michael Schär ( Szwajcaria) 27. Víctor Hugo Peña ( Kolumbia) 28.* Grégory Rast ( Szwajcaria) |

| Caisse d’Epargne-Illes Balears - CEI |
| --- |
| 31. José Luis Carrasco ( Hiszpania) 32. Władimir Jefimkin ( Rosja) 33. Antonio Colom ( Hiszpania) 34. Marco Fertonani ( Włochy) 35. José Iván Gutiérrez ( Hiszpania) 36. Aleksiej Markow ( Rosja) 37. Nicolas Portal ( Francja) 38. Aitor Perez ( Hiszpania) |

| Lampre-Fondital - LAM - Włochy |
| --- |
| 41. Daniele Bennati ( Włochy) 42. Alessandro Ballan ( Włochy) 43. Gorazd Stangelj ( Słowenia) 44. Salvatore Commesso ( Włochy) 45. Giuliano Figueras ( Włochy) 46. Paolo Fornaciari ( Włochy) 47. Daniele Righi ( Włochy) 48. Mauro Santambrogio ( Włochy) |

| Rabobank - RAB - Holandia |
| --- |
| 51. Bram de Groot ( Holandia) 52. Thomas Dekker ( Holandia) 53. Juan Antonio Flecha ( Hiszpania) 54. Aleksandr Kołobniew ( Rosja) 55. Joost Posthuma ( Holandia) 56. Kai Reus ( Holandia) 57. Gerben Löwik ( Holandia) 58. Óscar Freire ( Hiszpania) |

| Team Astana - AWT - Hiszpania |
| --- |
| 61. Carlos Abellán ( Hiszpania) 62. Dariusz Baranowski ( Polska) 63. Alberto Contador ( Hiszpania) 64. Koen de Kort ( Holandia) 65. Daniel Navarro Garcia ( Hiszpania) 66. José Joaquim Rojas ( Hiszpania) 67. Eladio Sanchez Prado ( Hiszpania) 68. Ivan Santos Martinez ( Hiszpania) |

| Discovery Channel Pro Cycling Team - DSC - Stany Zjednoczone |
| --- |
| 71. Jose Azevedo ( Portugalia) 72. Fumiyuki Beppu ( Japonia) 73. Wołodymyr Biłeka ( Ukraina) 74. Leif Hoste ( Belgia) 75. Trent Lowe ( Australia) 76. Jarosław Popowycz ( Ukraina) 77. Max van Heeswijk ( Holandia) 78. Matthew White ( Australia) |

| Davitamon - Lotto - DVL - Belgia |
| --- |
| 81. Mario Aerts ( Belgia) 82. Henk Vogels ( Australia) 83. Nick Ingels ( Belgia) 84. Nick Gates ( Australia) 85. Jan Kuyckx ( Belgia) 86. Tom Steels ( Belgia) 87. Preben Van Hecke ( Belgia) 88. Cadel Evans ( Australia) |

| Quick Step-Innergetic - QSI |
| --- |
| 91. José Rujano ( Wenezuela) 92. Ivan Santaromita ( Szwajcaria) 93. Leonardo Scarselli ( Włochy) 94. Guido Trenti ( Stany Zjednoczone) 95. Jurgen Van De Walle ( Belgia) 96. Cédric Vasseur ( Francja) 97. ? 98. Wouter Weylandt ( Belgia) |

| Team Gerolsteiner - GST - Niemcy |
| --- |
| 101. Sven Krauss ( Niemcy) 102. Volker Ordowski ( Niemcy) 103. Matthias Russ ( Niemcy) 104. Stefan Schumacher ( Niemcy) 105. Georg Totschnig ( Austria) 106. Fabian Wegmann ( Niemcy) 107. Beat Zberg ( Szwajcaria) 108. Markus Zberg ( Szwajcaria) |

| Euskaltel - Euskadi - EUS - Hiszpania |
| --- |
| 111. Joseba Albizu ( Hiszpania) 112. Iker Camano ( Hiszpania) 113. Unai Etxebarria ( Wenezuela) 114. Gorka Gonzalez ( Hiszpania) 115. Antton Luengo ( Hiszpania) 116. Ivan Mayoz ( Hiszpania) 117. Unai Urbarri ( Hiszpania) 118. Joseba Zubeldia ( Hiszpania) |

| Saunier Duval-Prodir - SDV |
| --- |
| 121. Piotr Mazur ( Polska) 122. Aaron Olsen ( Stany Zjednoczone) 123. Guido Trentin ( Włochy) 124. Carlos Zárate ( Hiszpania) 125. Marco Pinotti ( Włochy) 126. José Alberto Benitez ( Hiszpania) 127. Oliver Zaugg ( Szwajcaria) 128. Luciano Pagliarini ( Brazylia) |

| Team Milram - MRM - Włochy |
| --- |
| 131. Simone Cadamuro ( Włochy) 132. Alessandro Cortinovis ( Włochy) 133. Andrij Hriwko ( Ukraina) 134. Maksym Iglinskij ( Kazachstan) 135. Matej Jurco ( Słowacja) 136. Fabio Sabatini ( Włochy) 137. Fabio Sacchi ( Włochy) 138. Carlo Scognamiglio ( Włochy) |

| Cofidis Credit Par Telephone - COF - Francja |
| --- |
| 141. Stéphane Augé ( Francja) 142. Leonardo Bertagnolli ( Włochy) 143. Sylvain Chavanel ( Francja) 144. Nicolas Inaudi ( Francja) 145. Michiel Elijzen ( Holandia) 146. Cristian Moreni ( Włochy) 147. Ivan Ramiro Parra ( Kolumbia) 148. Bradley Wiggins ( Wielka Brytania) |

| Crédit Agricole - C.A - Francja |
| --- |
| 151. Francesco Bellotti ( Włochy) 152. Aleksandr Boczarow ( Rosja) 153. Julian Dean ( Nowa Zelandia) 154. Jaan Kirsipuu ( Francja) 155. Sébastien Hinault ( Francja) 156. Christophe Le Mével ( Francja) 157. Rémi Pauriol ( Francja) 158. Nicolas Vogondy ( Francja) |

| Liquigas-Gaspol - LIQ - Włochy |
| --- |
| 161. Eros Capecchi ( Włochy) 162. Alberto Curtolo ( Włochy) 163. Mauro Da Dalto ( Włochy) 164. Stefano Garzelli ( Włochy) 165. Enrico Gasparotto ( Włochy) 166. Roman Kreuziger ( Czechy) 167. Vincenzo Nibali ( Włochy) 168. Manuel Quinziato ( Włochy) |

| La Française des Jeux - FDJ - Francja |
| --- |
| 171. Ludovic Auger ( Francja) 172. Carlos da Cruz ( Francja) 173. Frederic Guesdon ( Francja) 174. Thomas Lövkvist ( Szwecja) 175. Christophe Mengin ( Francja) 176. Benoit Vaugrenard ( Francja) 177. Jussi Veikkanen ( Finlandia) 178. Lilian Jegou ( Francja) |

| Bouygues Télécom - BLT - Francja |
| --- |
| 181. Sébastien Chavanel ( Francja) 182. Pierrick Fédrigo ( Francja) 183. Andy Flickinger ( Francja) 184. Yoann Le Boulanger ( Francja) 185. Didier Rous ( Francja) 186. Matthieu Sprick ( Francja) 187. Thomas Voeckler ( Francja) 188. Maryan Hary ( Francja) |

| AG2R Prévoyance - A2R - Francja |
| --- |
| 191. Sylvain Calzati ( Francja) 192. Renaud Dion ( Francja) 193. ? 194. Jurij Krywcow ( Ukraina) 195. Laurent Mangel ( Francja) 196. Erki Pütsep ( Estonia) 197. ? 198. Tomas Vaitkus ( Litwa) |

| Miche - MIE - Włochy |
| --- |
| 201. Przemysław Niemiec ( Polska) 202. Sławomir Kohut ( Polska) 203. Seweryn Kohut ( Polska) 204. Arkadiusz Wojtas ( Polska) 205. Giuseppe di Grande ( Włochy) 206. Pasquale Muto ( Włochy) 207. Eddy Serry ( Włochy) 208. Bo Hamburger ( Dania) |

| Ceramica Flaminia - FLM - Włochy |
| --- |
| 211. Krzysztof Szczawiński ( Polska) 212. Tomasz Marczyński ( Polska) 213. Hubert Kryś ( Polska) 214. Aliaksandr Kuchynski ( Białoruś) 215. Paolo Longo Borghini ( Włochy) 216. Maksym Rudenko ( Ukraina) 217. Gianluca Geremia ( Włochy) 218. Maurizio Varini ( Włochy) |

| Intel-Action - INT - Polska |
| --- |
| 221. Bartosz Huzarski ( Polska) 222. Marek Rutkiewicz ( Polska) 223. Cezary Zamana ( Polska) 224. Jarosław Zarębski ( Polska) 225. Denis Kostiuk ( Ukraina) 226. Marcin Osiński ( Polska) 227. Bohdan Bondarew ( Ukraina) 228. Mariusz Witecki ( Polska) |